# بلاي ستيشن فيتا تي في
بلاي ستيشن فيتا تي في (بالإنجليزية: PlayStation Vita TV)‏ هو جهاز منزلي مصغر (Micro Console)يقوم بتشغيل أغلب العاب جهاز البلايستايشن فيتا . أعلن في يوم 9 سبتمبر 2013 . وهو يحتوي على مدخل HDMI و يعمل على نظام تشغيل الـ Live Area الخاص بالبلايستايشن فيتا، ويدعم أذرع التحكم من نوع DualShock3 و عند نزول البلايستايشن 4 سيدعم DualShock4 . وحاله كالبلايستايشن فيتا، سيكون قادراً على تشغيل العاب البلايستايشن 4 عن طريق خدمة الـRemote Play و سيشغل العاب البلايستايشن 1 والـ PSP . وقد أعلنت سوني أن الجهاز سيكون داعماً لأكثر من 100 لعبة بلايستايشن فيتا عند نزوله ومن أهمها God Eater 2 و Final Fantasy X/X-2 HD Remaster و Soul Sacrifice Delta وغيرها من الألعاب .

## وصلات خارجية
- Japanese website
- قائمة الألعاب (الموقع الرسمي الياباني)